# プレーリー・オイスター
- プレーリー・オイスター[1]
- プレイリー・オイスター[2]

プレーリー・オイスター（英: Prairie Oyster）は、鶏卵の卵黄を主材料としたノンアルコールカクテル。

## 概要
名称は直訳すれば「大草原のカキ（牡蠣）」となる。イギリスのカクテルレシピ本『The flowing bowl』によれば、かつてアメリカのテキサス州の草原で、病気で死に瀕した男がカキを食べたいと言い出し、仲間が苦心の挙句にソウゲンライチョウの卵を入手し、カキに似せて調味して与えたという話が由来とされる。味ではなく喉ごしをカキに似せたとの解釈もあり、生ガキを好むニューヨーカーが、カキのない季節に代用で飲むともいう。
二日酔いに効くともいい、特にアメリカ西部では有名な二日酔い対策である。テレビアニメ『カウボーイビバップ』にも、二日酔いに効くカクテルとして登場している。この効果の根拠としては、卵に含まれるシステインが、二日酔いの原因の一つであるアセトアルデヒドの分解を促進するとの説がある。一方で、アセトアルデヒドは二日酔いには関連しないとして、この効果を否定する説もあり、専門家からは、二日酔いへの効果はほとんど無いとの意見も寄せられている。

## レシピ
- 卵黄 - 1個
- ウスターソース - 小さじ1
- トマトケチャップ - 小さじ1
- ビネガー - 2ふり
- コショウ - 1ふり

### 作り方
卵黄を崩さないように注意しながらグラスに入れ、そこへほかの材料を加える。逆に、ソース、ケチャップ、ビネガーを混ぜた中に卵黄を落とし、コショウを振るという作り方もある。飲む際には、卵黄を崩さないように一気に飲むのが正しいとも、卵黄を砕いても構わないともいう。
バリエーションとして、ケチャップではなくトマトジュースを用いることもあり、唐辛子の粉末、タバスコ、セロリソルト、塩などが用いられることもある。ウォッカ、ブランデー、バーボン・ウイスキーなどを用いてアルコール仕立てにする場合もあるが、これは二日酔い対策として飲む際、迎え酒の効果を高めるためともいわれる。